# Neorhagadochir (Neorhagadochir) inflata
Neorhagadochir (Neorhagadochir) inflata is een insectensoort uit de familie Archembiidae, die tot de orde webspinners (Embioptera) behoort. De soort komt voor in Guatemala.
Neorhagadochir (Neorhagadochir) inflata is voor het eerst wetenschappelijk beschreven door Ross in 1944.